# Гильбоа, Амир
Амир Гильбоа (ивр. אמיר גלבע‎, 25 сентября 1917 — 2 сентября 1984) — израильский еврейский поэт и переводчик, автор поэзии и песен на идише и иврите, родом с Украины.

## Биография
Амир Гильбоа (имя при рождении Берл Фельдман) родился в 1917 году в городе Радзивилов (ныне Радивилов, Украина). Начал учить иврит в еврейской гимназии искусств «Тарбут», после которой перешёл в польскую школу. Уже в детстве начал писать песни на идише и иврите.
Присоединился к сионистскому молодёжному движению Хе-Халуц и какое-то время скитался между различными городами, готовясь к репатриации в Эрец-Исраэль, по возвращении в родительский дом сохранил в секрете свой ожидаемый отъезд. Все члены семьи Берла Фельдмана впоследствии погибли в Катастрофе европейского еврейства.
В 1937 году вместе с другими членам движения нелегально иммигрировал в подмандатную Палестину. Имя «Амир Гильбоа» было выбрано им на палубе корабля «Посейдон», на котором осуществлялась нелегальная иммиграция. В первое время после репатриации проживал в арабской деревне Кастина, затем в кибуце Гиват-ха-Шлоша и в Петах-Тикве. Работал на плантациях, стройках и в каменоломнях. Вскоре после приезда в Палестину решил отказаться от сочинения песен на идише и писать исключительно на иврите. Начал печататься в различных изданиях с 1941 года.
Во время 2-й мировой войны поступил добровольцем в Еврейскую бригаду, служил в Египте и Италии. По окончании войны участвовал в организации нелегальной иммиграции в подмандатную Палестину. Участвовал в войне за независимость Израиля, и этот военный опыт сильно повлиял на его раннюю прозу.
С 1955 года и до пенсии работал редактором в издательстве «Масада».

## Творчество
Творчество Гильбоа испытало влияние А. Шлёнского и Н. Альтермана, особенно в части использования архаичного, библейского иврита. Гильбоа стал связующим звеном между поэзией школ Шлёнского, Альтермана и Л. Гольдберг и между новаторским направлением, к которому принадлежали такие поэты-модернисты, как И. Амихай, Н. Зах и Д. Авидан.
В поисках средств выражения личных чувств Гильбоа пренебрёг уже сложившимися в поэзии на иврите шаблонами и создал свой индивидуальный стиль и своеобразный ритм, объединяющие личное с национальным и универсальным, архаичность с новаторством. Вместо традиционного использования библейских образов для развития тем морали или национальной истории, он лично идентифицируется с ними, перебрасывая мостик от прошлого к настоящему. Среди тем его стихов — смена состояний природы, исторические события (Катастрофа европейского еврейства, война), внутренняя жизнь человека, одиночество. Для его поэзии характерны эмоциональные контрасты — от страха будущего до восторженного жизнеутверждения. Он часто использует приём взгляда глазами ребёнка, или контраст между взглядом ребёнка и взрослым отношением к ситуации.
Сборники стихов Гильбоа:  «Ширим ба-бокер ба-бокер» («Ежеутренние стихи», 1953), «Кхулим ва-адумим» («Синие и красные», 1963), «Рацити лихтов сифтей иешеним» («Я хотел писать устами спящих», 1968), «Аяла эшлах отах» («Лань, я отошлю тебя», 1972). Всего он опубликовал более десяти сборников своих стихов.
Гильбоа занимался переводами с русского, польского и других языков; среди его переводов — роман «Три цвета времени» А. Виноградова.

## Премии
Лауреат множества премий. Наиболее престижные:
- Бренеровская премия за 1970 год.
- Премия Бялика за 1971 год.
- Премия Израиля за 1982 год.